# Hrdinové od Rovine
Hrdinové od Rovine (v rumunském originále Eroii de la Rovine) je opera o jednom dějství rumunského skladatele Nicolae Bretana na jeho vlastní libreto na námět básně Mihaie Eminesca Třetí dopis (Scrisoarea III), která pojednává o vítězství valašských vojsk nad osmanskými v bitvě u Rovine (10. října 1394 nebo 17. května 1395).
Nicolae Bretan ji napsal již roku 1925 – v krátkém čase mezi 15. říjnem a 20. listopadem – a její původní určení bylo jako školní opera, hrát ji měli studenti konzervatoře. Nakonec měla premiéru až 24. ledna 1935 v Rumunské národní opeře v Kluži.
Podobně jako v Eminescově básni není předmětem vyprávění ani zájmu tolik samotná bitva jako vnitřní konflikty a vnitřní svět hrdinů. Bitva je představena jako jediné východisko z nouze, kde všechna jednání selhala, a jejím cílem není vítězství samo o sobě, ale záchrana života a lásky.
Operu Hrdinové od Rovine lze na základě historického námětu i etického tématu považovat za jakousi průpravnou práci k Bretanově nejrozsáhlejší opeře Horia (1937).

## Osoby a první obsazení
| Postava          | Hlasový obor     | Premiéra (24. 1. 1935) |
| ---------------- | ---------------- | ---------------------- |
| Mircea Starý     | tenor            | Octav Arbore           |
| Mihail, jeho syn | baryton          | N. Demetrescu          |
| Sultán Bajezid   | basbaryton       | Vladimir Siomin        |
| Vypravěč         | hrdinský baryton | Constantin Huhulescu   |
| Dirigent:        | Dirigent:        | Miklós Bródy           |
| Režie:           | Režie:           | Nicolae Bretan         |

## Instrumentace
2 flétny, 2 hoboje, 2 klarinety, 2 fagoty, 4 lesní rohy, 2 pozouny, 1 tuba, tympány, harfa, smyčcové nástroje (1. a 2. housle, violy, violoncella, kontrabasy).

## Děj opery
Je rok 1394 a ve Valašském knížectví vládne kníže Mircea Starý. Jeho knížectví však ohrožuje mocná Osmanská říše a turecký sultán Bajezic, který již porazil vojska císaře Zikmunda, věří, že malou zemi snadno ovládne. Mircea se pokouší vyjednat se sultánem mír, ale Bajezid je neústupný a vyžaduje výlučně plné poddanství. To však Mirceovi jeho hrdost nedovolí přijmout a opouští schůzku s Bajezidem s přísahou, že bude bojovat do posledního muže – přestože ve vojsku je i jeho syn Mihail, jemuž tak hrozí pravděpodobná smrt.
[Probíhá bitva (10. října 1394); je reprezentována pouze hudbou a zpěvem sboru, který ji popisuje ze zákulisí.]
Bitva skončila vítězstvím valašských vojsk proti osmanské přesile. V boji se zvláště hrdinsky vyznamenal Mirceův syn Mihail. Ten píše něžný a jímavý dopis své manželce, v němž popisuje vítězství i svou touhu být co nejrychleji doma a setkat se s ní. Valaši oslavují vítězství.